# Microserica phanrangensis
Microserica phanrangensis är en skalbaggsart som beskrevs av Ahrens 2002. Microserica phanrangensis ingår i släktet Microserica och familjen Melolonthidae. Inga underarter finns listade i Catalogue of Life.